# جنيفر فالنتي
جنيفر فالنتي (بالإنجليزية: Jennifer Valente)‏ مواليد 24 ديسمبر 1994 في سان دييغو، الولايات المتحدة، هي متسابقة أمريكية.

## الميداليات
| الميدالية | المسابقة                               |
| --------- | -------------------------------------- |
| فضية      | بطولة العالم للدراجات على المضمار 2015 |

## روابط خارجية
- جنيفر فالنتي على موقع الاتحاد الدولي للدراجات (الإنجليزية)
- جنيفر فالنتي على موقع أرشيف الدراجات (الإنجليزية)
- جنيفر فالنتي على موقع إحصائيات الدراجات الإحترافية (الإنجليزية)
- جنيفر فالنتي على موقع CycleBase (الإنجليزية)
- جنيفر فالنتي على موقع اللجنة الأولمبية الدولية (الإنجليزية)
- جنيفر فالنتي على موقع أوليمبيديا (الإنجليزية)